# Đạn dược

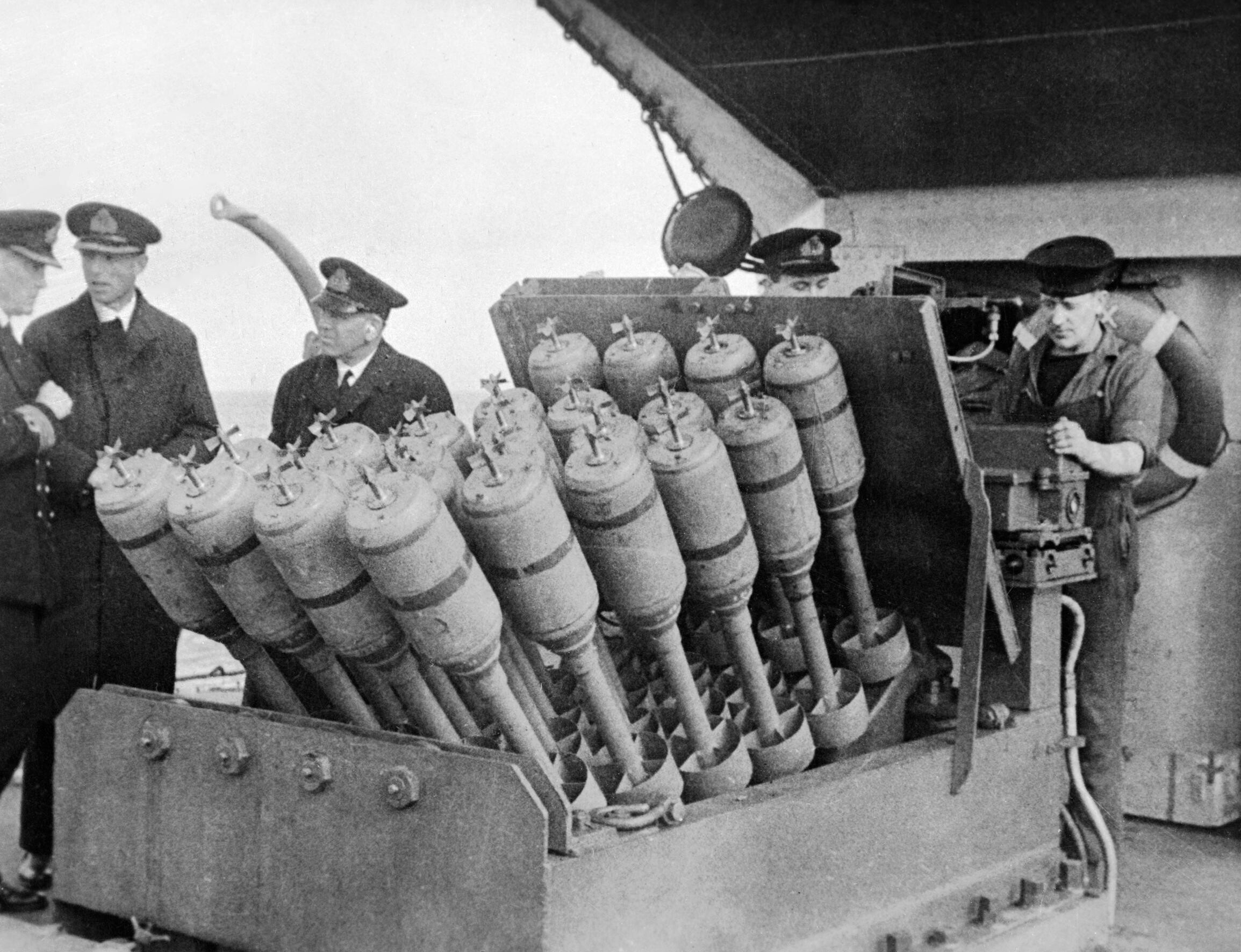
Đạn cối (năm 1945)

Đạn dược là danh từ để chỉ tất cả các loại bom, mìn, đạn, tên lửa, lựu đạn, các vật nổ được sử dụng trong quân sự để phục vụ các mục đích nhất định nào đó theo yêu cầu nhiệm vụ được đặt ra như tiêu diệt, phá hủy hay làm tê liệt, mất tác dụng đối với các mục tiêu. 
Quá trình phát triển đạn dược chính là quá trình phát triển của các loại trên.

## Phân loại

### Dựa theo đặc điểm

Đạn xuyên có lõi thép 150 mm

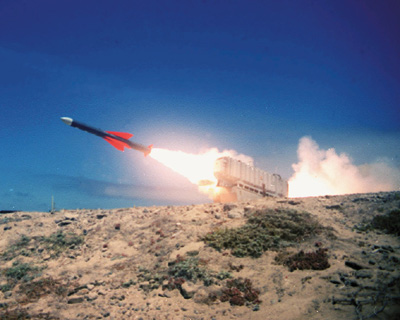
Khai hỏa tên lửa liên lục địa

1. Đạn:Đạn là loại đạn dược được bắn từ các súng, pháo, hay pháo cối để tiêu diệt mục tiêu trong không trung, trên biển, hay trên mặt đất, hay dưới đất theo một yêu cầu nhiệm vụ nhất định.
2. Bom: Bom là loại đạn dược được ném hay thả từ máy bay để tấn công các mục tiêu trên biển, đất liền, hay dưới mặt nước.
3. Mìn: Mìn là loại đạn dược được bố trí trên cạn hay dưới nước nhằm diệt sinh lực, phá hoại công trình, phương tiện và tạo vật cản chặn cơ động của đối phương.Loại vũ khí nổ này thông thường do chính nạn nhân kích hoạt ví dụ như đè vào, dẫm lên, hay đi qua. Loại này thường có mìn mặt đất và mìn dưới nước
4. Tên lửa: Tên lửa là loại đạn dược có sử dụng động cơ và có thiết bị đẫn hướng tự động đưa nó đến mục tiêu.Sự chuyển động của tên lửa là nhờ sức đẩy của động cơ theo nguyên tắc phản lực do khí phụt ra từ động cơ. Con sự dẫn hướng đến mục tiêu là do thiết bị đẫn hướng và điều khiển bay bố trí bên trong tên lửa. Tên lửa phân biệt với đạn rocket, loại đạn dược cũng có động cơ đẩy đi nhưng không có bộ phận dẫn hướng, sau khi bắn không có khả năng điều khiển được quỹ đạo bay. Tên lửa thông thường có kích thước lớn hơn rocket và có quỹ đạo bay dài hơn quỹ đạo bay của rốc két.
5. Rocket: Rocket là loại đạn dược có sử dụng động cơ để tăng tầm bắn cho đạn. Loại đạn này sau khi bắn không có khả năng điều chỉnh được quỹ đạo chuyển động của đạn.
6. Lựu đạn: Lựu đạn là loại đạn dược được ném bằng tay hay được phóng từ súng (loại súng phóng lựu) nhằm sát thương, tiêu diệt mục tiêu ở cự ly gần.
7. Đạn dược thứ cấp: Là loại đạn dược cỡ nhỏ được chứa trong các loại đạn dược cỡ lớn hơn hoặc được phóng đi từ các dàn phóng. Loại này bao gồm các bom bi, bom chùm, mìn, lựu đạn được chứa trong các quả rốc két hoặc các quả đạn pháo cỡ lớn.
8. Các loại vật nổ khác: Là các loại vật chứa chất nổ ở bên trong. Chúng có thể được cải tiến từ các loại trên hay được chế tạo mới.

### Theo mục đích sử dụng
1. Loại trang bị chiến đấu.
2. Loại thực tập.
3. Loại bắn mô phỏng.
4. Loại mô hình để trưng bày.

### Theo loại chất nhồi trong đạn dược
1. Loại nhồi thuốc nổ.
2. Loại nhồi chất hóa học (chất độc, chất tạo khói..)
3. Loại nhồi các vật gây sát thương như mũi tên hay các đinh, viên bi..
4. Loại nhồi chất trơ